# Івана Рейтмайєрова
Іва́на Рейтма́йєрова (можливі написання українською імені і прізвища Іванна Рейтмаєрова (відповідно), словац. Ivana Reitmayerová; *4 травня 1992, Кошиці, Словаччина) — словацька фігуристка, що виступає у жіночому одиночному фігурному катанні. Переможиця Національної першості Словаччини з фігурного катання, дорослої 2010 року і серед юніорів 2007 року, бронзова медалістка цих змагань в 2007 році, учасниця Чемпіонатів Європи (1-го місця не вистачило, щоб увійти в чільну 10-ку в 2009 році — 11-е місце) і світу (26-а в 2008 році, а в наступному, 2009, сенсаційно 14-а) з фігурного катання, учасниця юніорських і дорослих змагань. У турнірі одиночниць на XXI Зимовій Олімпіаді (Ванкувер, Канада, 2010) посіла 28-е місце (із 30 учасниць).
Починаючи з 2007 року, Івана почала змагатися на міжнародних змаганнях одночасно на дорослому і на юніорському рівнях. Тренує фігуристку її мати Івета Рейтмайєрова (словац. Iveta Reitmayerová).

## Спортивні досягнення
| Змагання/Сезони                                    | 2005/2006 | 2006/2007 | 2007/2008 | 2008/2009 | 2009/2010 |
| -------------------------------------------------- | --------- | --------- | --------- | --------- | --------- |
| Зимові Олімпійські ігри                            |           |           |           |           | 28        |
| Чемпіонати світу з фігурного катання               |           |           | 26        | 14        |           |
| Чемпіонати Європи з фігурного катання              |           |           |           | 11        | 15        |
| Чемпіонати світу з фігурного катання серед юніорів |           | 26        | 15        | 8         |           |
| Чемпіонати Словаччини з фігурного катання          | 2 J.      | 1 J.      | 3         |           | 1         |
| Меморіали Ондрея Непела                            |           | 3         | 5         | 1         | 9         |
| Турніри: «Золотий ковзан Загреба»                  |           |           | 16        |           |           |
| Турніри: «Nebelhorn Trophy»                        |           |           | 12        |           |           |
| Етапи юніорського Гран-Прі, Італія                 |           |           |           | 6         |           |
| Етапи юніорського Гран-Прі, Велика Британія        |           |           | 11        | 9         |           |
| Етапи юніорського Гран-Прі, Румунія                |           |           | 10        |           |           |
| Етапи юніорського Гран-Прі, Чехія                  |           | 15        |           |           |           |
| Етапи юніорського Гран-Прі, Нідерланди             |           | 14        |           |           |           |
| Етапи юніорського Гран-Прі, Польща                 | 21        |           |           |           | 10        |
| Етапи юніорського Гран-Прі, Туреччина              |           |           |           |           | 17        |
| Етапи юніорського Гран-Прі, Хорватія               | 20        |           |           |           |           |
| Турнір «Gardena Spring Trophy»                     |           | 2 J.      |           |           |           |
| Турнір «Triglav Trophy»                            |           |           | 2         |           |           |

- J = юнорський рівень